# Lee Jun-hyeok
Lee Jun-hyeok (koreanisch 이준혁; * 15. Januar 2001) ist ein südkoreanischer Leichtathlet, der sich auf den Sprint spezialisiert hat. Mit der südkoreanischen 4-mal-100-Meter-Staffel wurde er 2025 in Gumi Asienmeister.

## Sportliche Laufbahn
Erste internationale Erfahrungen sammelte Lee Jun-hyeok im Jahr 2023, als er bei den World University Games in Chengdu mit 10,32 s im Halbfinale im 100-Meter-Lauf ausschied und mit der südkoreanischen 4-mal-100-Meter-Staffel mit 39,71 s den Finaleinzug verpasste. Bei den World Athletics Relays 2025 in Guangzhou sicherte er der Staffel einen Startplatz für die Weltmeisterschaften in Tokio und anschließend siegte er bei den Asienmeisterschaften in Gumi mit neuem Meisterschaftsrekord von 38,49 s gemeinsam mit Seo Min-jun, Nwamadi Joel-jin und Lee Jae-seong.

## Persönliche Bestzeiten
- 100 Meter: 10,18 s (+2,0 m/s), 24. Mai 2022 in Iksan
- 200 Meter: 21,06 s (+0,5 m/s), 22. Juli 2023 in Gyeonggi-do